# Bryan Dabo
Bryan Boulaye Dabo (Marsiglia, 18 febbraio 1992) è un calciatore francese naturalizzato burkinabé, centrocampista del Sepahan.

## Biografia
È cugino dell'ex calciatore Ousmane Dabo. Da piccolo contemporaneamente al calcio, fino all'età di 15 anni praticava il karate all'ASPTT di Marsiglia, dove nel 2015 si è laureato campione francese di karate nella sua categoria. Suona pianoforte e tromba.

## Caratteristiche tecniche
Può ricoprire più ruoli: centrocampista centrale, mediano e mezzala. Giocatore dal fisico imponente, bravo nella rottura del gioco avversario, nelle ripartenze e nei duelli aerei, abile anche nell’impostare l’azione.

## Carriera

### Club

#### Inizi in Francia: Montpellier e prestito in Inghilterra
Inizia la carriera al Burel FC, nel biennio 2005-2007, si è unito al centro giovanile di Aix-en-Provence, rafforzandosi nel pre-allenamento e confrontandosi con Nampalys Mendy e Layvin Kurzawa anch'essi allievi del centro. Contemporaneamente continua a giocare e si sposta all'Aubagne. Nel 2007 arriva la chiamata del Montpellier che lo inserisce nel proprio settore giovanile. Nella stagione 2009-10 dopo essere entrato nella squadra riserve, sul finale deòl campionato entra nel giro della prima squadra, sotto la guida del tecnico René Girard lo fa esordire in Ligue 1 il 15 maggio 2010 nella vittoria per 3-1 sul campo del PSG, a poco più di 18 anni. Nei due anni successivi gioca per via della giovane età con la squadra riserve, limitandosi solo a qualche panchina e partite amichevoli, ma facendo parte della rosa vincitrice del titolo nella stagione 2011-2012 (senza mai scendere in campo). Dalla stagione 2012-13 è in pianta stabile con la prima squadra, collezionando poi altre 18 presenze fino al gennaio del 2014.
Nel gennaio 2014 passa in prestito fino al termine della stagione agli inglesi del Blackburn, con i "Rovers" non riesce a trovare spazio, dividendosi tra panchina e tribuna, non riuscendo ad esordire ufficialmente. A fine stagione scaduto il prestito, rientra alla base. Rimarrà al Montpellier sino al 2016, siglando 7 reti in 57 presenze, la prima delle quali il 7 febbraio 2015 nella sconfitta interna per 1-2 contro il Lilla divenendo uno dei punti fondamentali del centrocampo della squadra francese.

#### Saint-Etienne
Nell'estate del 2016 passa al Saint-Etienne. Esordisce il seguente 27 luglio nello 0-0 contro l'AEK Atene valido per le qualificazioni all'Europa League,mentre in campionato trova spazio solo alla sesta giornata. La prima stagione si conclude senza reti
Nella seconda stagione sulla Loira trova una doppietta ai danni dell'Amiens alla terza giornata, il 19 agosto 2017, partita poi conclusasi 3-0. Colleziona 16 presenze complessive sino al mercato di riparazione.

#### Fiorentina, prestito alla SPAL e Benevento
Il 30 gennaio 2018 viene acquistato dalla Fiorentina per 3 milioni di euro, firmando un contratto fino al 30 giugno 2021. Debutta con il club gigliato il 18 febbraio nell'1-1 contro l'Atalanta. Segna la sua prima rete in maglia viola il 13 maggio seguente nella vittoria in trasferta contro il Genoa per 3-2. La stagione successiva torna alla rete il 16 dicembre nella vittoria per 3-1 contro l'Empoli, trovando la sua seconda marcatura italiana.
Quello contro l'Empoli è stato il suo ultimo gol coi viola visto che nella stagione 2019-2020 viene messo ai margini della rosa, per poi venire ceduto in prestito alla SPAL il 13 gennaio 2020. Il debutto stagionale avviene subito due giorni dopo nella partita degli ottavi di finale di Coppa Italia in casa del Milan. Il 19 luglio 2020 trova il suo primo gol con la nuova maglia sbloccando la sfida persa per 2-1 contro il Brescia che coincide con la matematica retrocessione in Serie B della squadra di Di Biagio. dopo 16 presenze ed un gol, fa ritorno a Firenze.
Il 15 settembre 2020 viene ceduto a titolo definitivo al Benevento con cui il centrocampista sottoscrive un contratto biennale con rinnovo automatico per il terzo anno in caso di salvezza. Durante la stagione viene impiegato con continuità, difficilmente però restando in campo in tutti i 90 minuti. Come per il resto della squadra, vive una stagione sottotono incidendo pochissime volte sulle partite e non segnando alcun gol, retrocedendo a fine campionato in Serie B, dopo un bottino personale di 25 presenze. 

#### Çaykur Rizespor e Arīs Salonicco
Il 19 luglio 2021 firma per il Çaykur Rizespor. Con la squadra turca parte come titolare, fino a quando da metà stagione in poi è costretto a fermarsi più volte per problemi fisici, chiudendo anzitempo la stagione a marzo per un serio infortunio. A fine stagione vede la propria squadra retrocedere in seconda divisione, assistendo alla seconda retrocessione consecutiva nel giro di due stagioni.
Nell'estate 2022 viene acquistato dall'Arīs Salonicco club della massima serie ellenica, che gli fa firmare un contratto biennale. Con la squadra ellenica torna a giocare una competizione europea a distanza di sei anni, esordendo nel 2º Turno di qualificazione alla Conference League contro i bielorussi del Gomel. In campionato Fa il suo esordio alla prima giornata contro il Levadeiakos dove parte titolare e viene sostituito alla ripresa da Pape Cheikh. Segna la sua prima rete il 26 aprile nella vittoria contro l'Olympiakos per 2-1 risultando fondamentale per la vittoria. Chiude una stagione giocata su buoni livelli con 27 presenze ed un gol, aiutando la squadra giallonera alla conquista di un buon quinto posto finale. 

### Nazionale
Nel 2008 riceve la sua prima chiamata con la Nazionale francese Under-16 giocando due partite amichevoli. Dopo cinque anni nell'agosto del 2013 viene convocato dal ct Willy Sagnol con l'Under-21 esordendo in un amichevole contro i pari età della Germania. Viene chiamato anche nel mese seguente per delle partite di qualificazione contro Kazakistan e Bielorussia rimanendo tuttavia in panchina.
Dopo la naturalizzazione avvenuta nel 2018 è convocato in più occasioni con la Nazionale del Burkina Faso.

## Statistiche

### Presenze e reti nei club
Statistiche aggiornate al 14 maggio 2021.
| Stagione             | Squadra              | Campionato           | Campionato | Campionato | Coppe nazionali | Coppe nazionali | Coppe nazionali | Coppe continentali | Coppe continentali | Coppe continentali | Altre coppe | Altre coppe | Altre coppe | Totale | Totale |
| Stagione             | Squadra              | Comp                 | Pres       | Reti       | Comp            | Pres            | Reti            | Comp               | Pres               | Reti               | Comp        | Pres        | Reti        | Pres   | Reti   |
| -------------------- | -------------------- | -------------------- | ---------- | ---------- | --------------- | --------------- | --------------- | ------------------ | ------------------ | ------------------ | ----------- | ----------- | ----------- | ------ | ------ |
| 2009-2010            | Montpellier          | CN                   | 4          | 1          |                 | -               | -               | -                  | -                  | -                  | -           | -           | -           | 4      | 1      |
| 2010-2011            | Montpellier          | CN                   | 11         | 0          | -               | -               | -               | -                  | -                  | -                  | -           | -           | -           | 11     | 0      |
| 2011-2012            | Montpellier          | CN                   | 7          | 0          | -               | -               | -               | -                  | -                  | -                  | -           | -           | -           | 7      | 0      |
| Totale Montpellier 2 | Totale Montpellier 2 | Totale Montpellier 2 | 21         | 1          |                 | -               | -               |                    | -                  | -                  |             | -           | -           | 21     | 1      |
| 2009-2010            | Montpellier          | L1                   | 1          | 0          | CF+CdL          | -               | -               | -                  | -                  | -                  | -           | -           | -           | 1      | 0      |
| 2010-2011            | Montpellier          | L1                   | 0          | 0          | CF+CdL          | -               | -               | -                  | -                  | -                  | -           | -           | -           | 0      | 0      |
| 2011-2012            | Montpellier          | L1                   | 0          | 0          | CF+CdL          | -               | -               | -                  | -                  | -                  | -           | -           | -           | 0      | 0      |
| 2012-2013            | Montpellier          | L1                   | 16         | 0          | CF+CdL          | 2+1             | 0+0             | -                  | -                  | -                  | -           | -           | -           | 19     | 0      |
| 2013-gen. 2014       | Montpellier          | L1                   | 2          | 0          | CF+CdL          | 0+0             | -               | -                  | -                  | -                  | -           | -           | -           | 2      | 0      |
| gen.-giu. 2014       | Blackburn            | FC                   | 0          | 0          | FACup+CdL       | -               | -               | -                  | -                  | -                  | -           | -           | -           | 0      | 0      |
| 2014-2015            | Montpellier          | L1                   | 21         | 2          | CF+CdL          | 1+0             | 0+0             | -                  | -                  | -                  | -           | -           | -           | 22     | 2      |
| 2015-2016            | Montpellier          | L1                   | 36         | 5          | CF+CdL          | 2+1             | 0+0             | -                  | -                  | -                  | -           | -           | -           | 39     | 5      |
| Totale Montpellier   | Totale Montpellier   | Totale Montpellier   | 76         | 7          |                 | 7               | 0               |                    | -                  | -                  |             | -           | -           | 83     | 7      |
| 2016-2017            | Saint-Étienne        | L1                   | 14         | 0          | CF+CdL          | 0+1             | 0+0             | UEL                | 5                  | 0                  | -           | -           | -           | 20     | 0      |
| 2017-gen. 2018       | Saint-Étienne        | L1                   | 16         | 2          | CF+CdL          | 0+0             | 0+0             | -                  | -                  | -                  | -           | -           | -           | 16     | 2      |
| Totale Saint-Etienne | Totale Saint-Etienne | Totale Saint-Etienne | 30         | 2          |                 | 1               | 0               |                    | 5                  | 0                  |             | -           | -           | 36     | 2      |
| gen.-giu. 2018       | Fiorentina           | A                    | 10         | 1          | CI              | -               | -               | -                  | -                  | -                  | -           | -           | -           | 10     | 1      |
| 2018-2019            | Fiorentina           | A                    | 23         | 1          | CI              | 3               | 0               | -                  | -                  | -                  | -           | -           | -           | 26     | 1      |
| 2019-gen. 2020       | Fiorentina           | A                    | 0          | 0          | CI              | 0               | 0               | -                  | -                  | -                  | -           | -           | -           | 0      | 0      |
| Totale Fiorentina    | Totale Fiorentina    | Totale Fiorentina    | 33         | 2          |                 | 3               | 0               |                    | -                  | -                  |             | -           | -           | 36     | 2      |
| gen.-giu. 2020       | SPAL                 | A                    | 16         | 1          | CI              | 1               | 0               | -                  | -                  | -                  | -           | -           | -           | 17     | 1      |
| 2020-2021            | Benevento            | A                    | 23         | 0          | CI              | 0               | 0               | -                  | -                  | -                  | -           | -           | -           | 23     | 0      |
| Totale carriera      | Totale carriera      | Totale carriera      | 199        | 13         |                 | 12              | 0               |                    | 5                  | 0                  |             | -           | -           | 216    | 13     |

### Cronologia presenze e reti in nazionale
| Cronologia completa delle presenze e delle reti in nazionale ― Burkina Faso | Cronologia completa delle presenze e delle reti in nazionale ― Burkina Faso | Cronologia completa delle presenze e delle reti in nazionale ― Burkina Faso | Cronologia completa delle presenze e delle reti in nazionale ― Burkina Faso | Cronologia completa delle presenze e delle reti in nazionale ― Burkina Faso | Cronologia completa delle presenze e delle reti in nazionale ― Burkina Faso | Cronologia completa delle presenze e delle reti in nazionale ― Burkina Faso | Cronologia completa delle presenze e delle reti in nazionale ― Burkina Faso |
| Data                                                                        | Città                                                                       | In casa                                                                     | Risultato                                                                   | Ospiti                                                                      | Competizione                                                                | Reti                                                                        | Note                                                                        |
| --------------------------------------------------------------------------- | --------------------------------------------------------------------------- | --------------------------------------------------------------------------- | --------------------------------------------------------------------------- | --------------------------------------------------------------------------- | --------------------------------------------------------------------------- | --------------------------------------------------------------------------- | --------------------------------------------------------------------------- |
| 22-3-2018                                                                   | Limeil-Brévannes                                                            | Burkina Faso                                                                | 2 – 0                                                                       | Guinea-Bissau                                                               | Amichevole                                                                  | -                                                                           |                                                                             |
| 27-3-2018                                                                   | Franconville                                                                | Kosovo                                                                      | 2 – 0                                                                       | Burkina Faso                                                                | Amichevole                                                                  | -                                                                           | 12’ 46’                                                                     |
| 27-5-2018                                                                   | Beauvais                                                                    | Camerun                                                                     | 0 – 1                                                                       | Burkina Faso                                                                | Amichevole                                                                  | -                                                                           | 46’                                                                         |
| 8-9-2018                                                                    | Nouakchott                                                                  | Mauritania                                                                  | 2 – 0                                                                       | Burkina Faso                                                                | Qual. Coppa d'Africa 2019                                                   | -                                                                           | 56’                                                                         |
| 13-10-2018                                                                  | Ouagadougou                                                                 | Burkina Faso                                                                | 3 – 0                                                                       | Botswana                                                                    | Qual. Coppa d'Africa 2019                                                   | -                                                                           | 80’                                                                         |
| 9-6-2019                                                                    | Marbella                                                                    | RD del Congo                                                                | 0 – 0                                                                       | Burkina Faso                                                                | Amichevole                                                                  | -                                                                           | 44’ 63’                                                                     |
| 4-9-2019                                                                    | Marrakech                                                                   | Libia                                                                       | 0 – 1                                                                       | Burkina Faso                                                                | Amichevole                                                                  | -                                                                           | 75’                                                                         |
| 6-9-2019                                                                    | Marrakech                                                                   | Marocco                                                                     | 1 – 1                                                                       | Burkina Faso                                                                | Amichevole                                                                  | -                                                                           | 78’                                                                         |
| 13-11-2019                                                                  | Ouagadougou                                                                 | Burkina Faso                                                                | 0 – 0                                                                       | Uganda                                                                      | Qual. Coppa d'Africa 2021                                                   | -                                                                           | 83’                                                                         |
| 9-10-2020                                                                   | El Jadida                                                                   | Burkina Faso                                                                | 3 – 0                                                                       | RD del Congo                                                                | Amichevole                                                                  | 1                                                                           | 90+1’                                                                       |
| 12-10-2020                                                                  | El Jadida                                                                   | Burkina Faso                                                                | 2 – 1                                                                       | Madagascar                                                                  | Amichevole                                                                  | -                                                                           |                                                                             |
| 12-11-2020                                                                  | Ouagadougou                                                                 | Burkina Faso                                                                | 3 – 1                                                                       | Malawi                                                                      | Qual. Coppa d'Africa 2021                                                   | 1                                                                           | 90’                                                                         |
| 24-3-2021                                                                   | Kampala                                                                     | Uganda                                                                      | 0 – 0                                                                       | Burkina Faso                                                                | Qual. Coppa d'Africa 2021                                                   | -                                                                           | 72’                                                                         |
| 2-9-2021                                                                    | Marrakech                                                                   | Niger                                                                       | 0 – 2                                                                       | Burkina Faso                                                                | Qual. Mondiali 2022                                                         | -                                                                           | 46’                                                                         |
| 7-9-2021                                                                    | Marrakech                                                                   | Burkina Faso                                                                | 1 – 1                                                                       | Algeria                                                                     | Qual. Mondiali 2022                                                         | -                                                                           | 86’                                                                         |
| 8-10-2021                                                                   | Marrakech                                                                   | Gibuti                                                                      | 0 – 4                                                                       | Burkina Faso                                                                | Qual. Mondiali 2022                                                         | -                                                                           | 23’ 80’                                                                     |
| 11-10-2021                                                                  | Marrakech                                                                   | Burkina Faso                                                                | 2 – 0                                                                       | Gibuti                                                                      | Qual. Mondiali 2022                                                         | -                                                                           | 46’                                                                         |
| 12-11-2021                                                                  | Marrakech                                                                   | Burkina Faso                                                                | 1 – 1                                                                       | Niger                                                                       | Qual. Mondiali 2022                                                         | -                                                                           | 63’                                                                         |
| 24-3-2022                                                                   | Pristina                                                                    | Kosovo                                                                      | 5 – 0                                                                       | Burkina Faso                                                                | Amichevole                                                                  | -                                                                           | 64’ 68’                                                                     |
| Totale                                                                      |                                                                             | Presenze                                                                    | 19                                                                          |                                                                             | Reti                                                                        | 2                                                                           |                                                                             |

## Palmarès

### Club
- Campionato francese: 1

Montpellier: 2011-2012
- Supercoppa d'Iran: 1

Sepahan: 2024